# Trisser
Trisser is een Belgisch bier. Het wordt gebrouwen door De Proefbrouwerij te Lochristi voor De Verhuisbrouwerij uit Deurne.

## Achtergrond
De Verhuisbrouwerij zijn hobbybrouwers die maandelijks met hun brouwcaravan naar een andere plaats verhuizen om daar brouwdemonstraties te geven. Enkele bieren laten ze op grotere schaal brouwen in professionele brouwerijen om hun kosten te dekken. Kenmerkend voor De Verhuisbrouwerij is dat ze zeer gedetailleerde informatie over hun bieren vrijgeven op de etiketten.

“Trisser” is het eerste bier dat de Verhuisbrouwerij grootschalig liet brouwen. Het werd gelanceerd in 2004 en is nog steeds hun belangrijkste bier. De naam verwijst naar een student die een jaar driemaal heeft gedaan. Verder verwijst de naam naar 3, wat ook terug te vinden is in “tripel”. Trisser werd voor het eerst gebrouwen op 11 februari 2004, dit werd Trisser I. Het recept werd op punt gesteld voor HOP (“Heerlijk Objectief Proeven”, een vereniging van bierproevers uit de omgeving van Kortrijk) in 2003. Het werd meteen uitgeroepen tot “Decenniumbier” en in 2004 gedeeltelijk uitgebracht onder de naam Content. Oorspronkelijk werd het gebrouwen door Brouwerij De Graal te Brakel. Vanaf Trisser III werd De Proefbrouwerij de vaste brouwerij.

Voor hun eerste deelname aan het Zythos bierfestival in 2010 zorgde De Verhuisbrouwerij voor een speciale test. Ze lieten Trisser brouwen in 3 verschillende brouwerijen (respectievelijk Trisser XI, XII en XIII) en vervolgens blind proeven. De smaken en samenhangend de voorkeuren van de proevers bleken erg te verschillen, wat het belang aantoont van de exacte brouwplaats en –omstandigheden.

Intussen is Trisser XV op de markt. In mei 2011 werd hiervan 3000 liter gebrouwen.

## Het bier
Trisser is een goudblonde tripel met een alcoholpercentage van 7,5%. Alle brouwsels van De Verhuisbrouwerij krijgen een nummer, maar ook alle brouwsels van een bepaald bier krijgen een eigen nummer omdat er smaakevolutie ontstaat door nagisting in de fles en ieder bier dus een beetje een andere smaak heeft.

Het bier is verkrijgbaar in flessen van 33 en 75 cl. Bijzonder is het etiket. Tot en met Trisser XIII had het bier een klassiek etiket, maar vanaf Trisser XIV werd dat vervangen door een speciale “flessenhalshanger”. Deze wordt aan de hals opgehangen en vastgehouden door een sticker met de brouw- en botteldatum en het nummer van de Trisser. Aan de binnenzijde van het etiket staat informatie, met onder meer de ingrediënten.

## Bijzonderheden
- In 2002, nog voor Trisser grootschalig werd gebrouwen, proefde bierkenner Michael Jackson het bier en liet er zich enthousiast over uit.[4]
- In 2006 nam de familie Franken voor het Vtm-programma Toast Kannibaal enkele flessen Trisser mee naar Papoea-Nieuw-Guinea. Daar dronken ze het samen met leden van de Pokaja-stam (vroegere koppensnellers) op.[5]

## Onderscheidingen
- In 2003 werd Trisser uitgeroepen tot Decenniumbier door HOP (Heerlijk Objectief Proeven).
- In 2005 won Trisser de derde plaats op het Open Bles Kampioenschap voor Amateurbrouwers in de categorie tripel.
- In 2010 kreeg Trisser de vijfde prijs op de Consumententrofee van het Zythos Bier Festival.[6]